# Brandts Igel
Brandts Igel (Paraechinus hypomelas) ist eine Art der Wüstenigel innerhalb der Igel (Erinaceidae), die mit insgesamt fünf Unterarten im Iran und angrenzenden Ländern, sowie in einigen Regionen der Arabischen Halbinsel vorkommt.

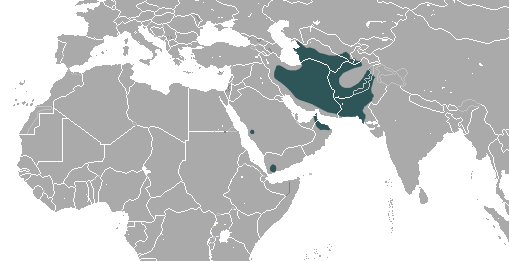
Das Verbreitungsgebiet von Brandts Igel

- Paraechinus hypomelas hypomelas lebt in Turkmenistan, im Südosten von Usbekistan, im Südwesten von Tadschikistan, im Iran und auf der Insel Charg.
- Paraechinus hypomelas blanfordi kommt im östlichen Iran, in Afghanistan und Pakistan westlich des Indus vor.
- Paraechinus hypomelas eversmanni ist im Südwesten von Kasachstan, im Westen von Usbekistan und im Nordwesten von Turkmenistan zu Hause.
- Paraechinus hypomelas sabaeus kommt in einigen Gebieten der Arabischen Halbinsel vor.
- Paraechinus hypomelas seniculus lebt endemisch auf den Tunb-Inseln im östlichen Persischen Golf

## Merkmale
Brandts Igel erreicht eine Kopf-Rumpf-Länge von 13,6 bis 29 Zentimetern und hat einen Schwanz von 1,8 bis 3,8 Zentimeter Länge. Die Hinterfüße haben eine Länge von 30 bis 46 Millimeter und die über die Stacheln hinaus ragenden Ohren sind 36 bis 55 Millimeter lang. Die Beine der Tiere sind für Igel relativ lang, die Krallen sind kurz und scharf. Das Gewicht der Art wurde bisher nicht ermittelt. Die Tiere sind schwärzlich bis dunkelbraun gefärbt. Die bei vielen Igelarten helle Stirn ist bei Brandts Igel ebenfalls dunkel. Albinismus wurde schon dokumentiert. Die Stacheln sind 36 bis 37 Millimeter lang, haben eine raue Oberfläche und eine Rille in Längsrichtung. Die Spitzen der Stacheln und oft auch das distale Drittel der Stacheln sind schwarz. Die Bauchseite, der Kopf und die Beine sind mit einem Mix von schwarzen und grauen Haaren bedeckt. Die Kehle ist cremefarben bis weißlich.

## Lebensraum und Lebensweise
Brandts Igel lebt in Wüsten, Steppen und anderen trockenen Landschaften. In Pakistan kommen die Tiere vor allem in steinigen und von Felsen geprägten Gegenden vor. Er ist nachtaktiv und nur wenig standorttreu. Wegen der langen Beine und der kurzen Klauen kann Brandts Igel nicht gut graben und er schläft für gewöhnlich zwischen Steinen unter überhängenden Felsvorsprüngen und nur gelegentlich in Erdbauten.
Brandts Igel ernährt sich vor allem von Insekten. Außerdem frisst er Skorpione, andere Wirbellose, kleine Wirbeltiere, darunter auch kleine Schlangen, die Eier bodenbrütender Vögel und Früchte. In Jahren, in denen die Wüstenheuschrecke (Schistocerca gregaria) in ihrer „Schwarmphase“ auftritt, hat sie einen sehr großen Anteil an der Ernährung von Brandts Igel. Im Sommer fressen die Tiere oft reife Melonen. Die Früchte von Ölweiden (Elaeagnus) und Maulbeeren sind ein weiterer Bestandteil der Ernährung.
Die Jungtiere von Brandts Igel werden vor allem im späten Frühling und Frühsommer, im April und Mai geboren. Ein Weibchen bekommt nur ein Mal im Jahr ein bis sechs, in den meisten Fällen aber drei bis vier Jungtiere. Diese öffnen ihre Augen im Alter von 21 bis 23 Tagen und bekommen die ersten Zähne mit einem Alter von 26 bis 28 Tagen. In bergigen Gegenden, die noch im Einflussbereich des Monsun liegen, vermehren sich die Tiere möglicherweise das ganze Jahr über. Ein in menschlicher Obhut gehaltener Brandts Igel erreichte ein Alter von sieben Jahren und zwei Monaten.

## Gefährdung und Schutz
Die Art wird von der International Union for Conservation of Nature and Natural Resources (IUCN) als ungefährdet (Least Concern) gelistet. Regionale Populationen werden jedoch wegen der fortschreitenden Wüstenbildung voneinander zunehmend isoliert.